# The Swinging Blue Jeans
The Swinging Blue Jeans — британський гурт, утворений 1958 року у Ліверпулі під назвою The Bluegenes. Один з провідних представників мерсібіта, разом з The Beatles, Gerry and the Pacemakers, The Searchers i The Merseybeats. Найбільш відомий своїм хітом «Hippy Hippy Shake».
До першого складу гурту входили: Рей Енніс (Ray Ennis; 26 травня 1942, Ліверпуль, Велика Британія) — вокал, гітара; Ральф Елліс (Ralph Ellis; 8 березня 1942, Ліверпуль, Велика Британія) — вокал, гітара, Лес Брейд (Les Braid; 15 вересня 1941, Ліверпуль, Велика Британія) — бас-гітара, Норман Калк (Norman Kuhlke; 17 червня 1942, Ліверпуль, Велика Британія) — ударні та Пол Мосс (Paul Moss) — банджо.

## Історія
Після виходу 1962 року з гурту Мосса та зміни назви на The Swinging Blue Jeans, гурт став однією з головних зірок мерсібіту, гастролюючи також у гамбурзькому «Star Club». Після першого успіху записів Beatles, гурт уклав угоду з філією концерну «ЕМІ» — фірмою «HMV». Дебютний сингл «It's Too Late», який успадкував звучання Beatles, не став великим хітом, однак вже третій сингл «Hippy Hippy Shake», здобув велику популярність, піднявшись на друге місце британського чарту. Ця дуже динамічна інтерпретація пісні Чена Ромеро і сьогодні залишається одним з найкращих музичних досягнень шістдесятих років.
Однак гурту більше не вдалося повторити такого великого успіху. Черговий сигл, до якого ввійшла переробка композиції «Good Golly Miss Molly», потрапив на одинадцяте місце, а його наступник — «You're No Good» (власна версія балади Бетті Еверетт) — на третє. Цікава інтерпретація хіта Діонн Уоруїк «Don't Make Me Over» не дійшла навіть до першої тридцятки і водночас стала останнім значним твором гурту. Чергові сингли «Promise You'll Tell Her» (1964) та «Crazy Bout My Baby» (1965) не принесли гурту жодного успіху і надалі ані персональні зміни складу (до гурту приєднались колишні учасники The Escorts Террі Сілвестер (Terry Sylvester) та Майк Грегорі (Mike Gregory)), ані короткочасна зміна назви на Mosic Motor не принесли очікуваного підйому популярності. 1968 року після чергової зміни назви на Ray Ennis & The Blue Jeans, Сілвестер залишив гурт і змінив Греєма Неша у The Hollies, а інші учасники групи вирішили припинити діяльність The Swinging Blue Jeans.
1973 року повернення зацікавленості до музики шістдесятих років спонукали Енніса відродити The Swinging Blue Jeans. З'явилась тоді нова версія «Hippy Hippy Shake», яка ввійшла до альбому «Brand New & Faded», що випустила фірма «Dart». Енніс, виконуючи функції лідера, керував гуртом наступні два десятиріччя, викликаючи зацікавленість серед британських прихильників рок-н-ролу.

## Дискографія
- 1964: Blue Jeans A Swinging, a також під назвами Swinging Blue Jeans та Tutti Frutti
- 1964: Hippy Hippy Shake (збірка)
- 1965: Hey Hey Hey Hey
- 1966: The Swinging Blue Jeans: La Voce Del Padrone
- 1973: Hippy Hippy Shake
- 1974: Brand New & Faded
- 1985: Dancin'
- 1986: Shake! The Best Of The Swinging Blue Jeans
- 1993: Hippy Hippy Shake: The Definitive Collection